# Clã Keith
O Clã Keith é um clã escocês da região das Terras Baixas, Escócia.
O atual chefe é James William Falconer Keith, 14º Earl de Kintore.